# Coggia
Coggia település Franciaországban, Corse-du-Sud megyében. Lakosainak száma 808 fő (2022. január 1.). Coggia Ambiegna, Arbori, Casaglione és Vico községekkel határos.

## Népesség
A település népességének változása:
| Lakosok száma | 225  | 447  | 538  | 828  | 824  | 744  | 695  | 679  | 722  | 808  |
|               | 1968 | 1982 | 1990 | 2006 | 2013 | 2015 | 2017 | 2019 | 2020 | 2022 |